# Teatre grec de Dodona

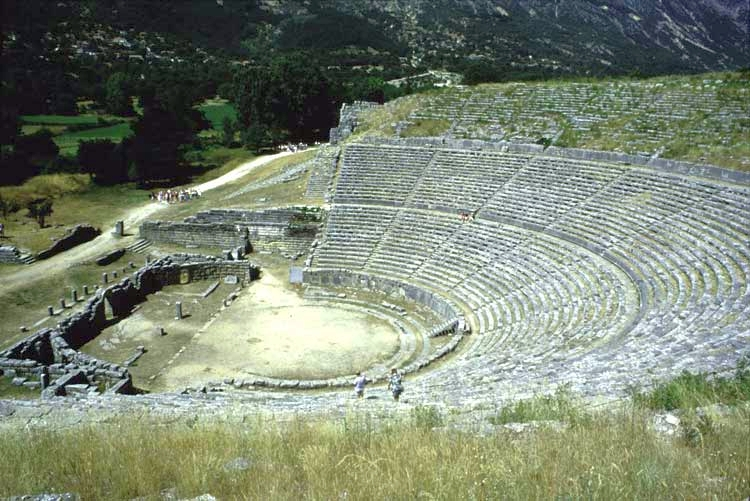
Teatre de Dodona

Ubicació del teatre dins del conjunt d'edificis de l'oracle de Dodona

El teatre grec de Dodona és un teatre clàssic construït en l'antiga Grècia durant el regnat de Pirros, en grec Πύρρος της Ηπείρου (318 ae-272 ae), ros o pèl-roig, sobrenomenat αετός (àguila) pels seus soldats.
Pirros fou rei de l'Epir de 307 ae a 302 ae, i de nou entre 297 ae i 272 ae. També ocupà la corona de Macedònia breument en dues ocasions: al 287 ae i, posteriorment, de 273 ae a la seua mort, un any després. Fou considerat un dels millors generals de la seua època, i un dels grans rivals de la República romana durant la seua expansió.

## Ubicació
El teatre se situat dins del santuari de Dodona, que es troba a 80 km a l'est de l'illa de Corfú, a la regió de l'Epir, al peu de la muntanya Tomaros, a Pindo, prop de l'actual frontera de Grècia i Albània, en una zona muntanyenca que dominaren els molosos al s. V ae.. Els molosos eren els habitants de l'antiga ciutat de Molòssia, a l'Epir.

## Història
El rei Pirros de l'Epir el va construir al s. III ae, com una extensió del santuari de Dodona. Els etolis el destruïren al 219 ae, i després fou reconstruït; l'any 167 ae, però, altra volta fou destruït per l'Imperi romà.
L'any 148 ae, el teatre va ser reformat i reutilitzat per a espectacles de feres i lluita durant el regnat de l'emperador August, situació que perdurà fins al s. IV; al s. XIX diversos arqueòlegs grecs el van modificar per recuperar-ne les funcions i l'aspecte de teatre clàssic.

## Arquitectura
- Forma: amfiteatre.
- Capacitat: 18.000 persones assegudes.
- Disposava de parets mitgeres i torres.
- Zona d'orquestra de 18 metres de diàmetre amb altar dedicat a Dionís.
- Escenari amb dos nivells, amb una façana que feia 31,2 x 9,1 m.